# Tour de l'Ain 2018
Il Tour de l'Ain 2018, trentesima edizione della corsa e valevole come evento dell'UCI Europe Tour 2018 categoria 2.1, si svolse in tre tappe dal 18 al 20 maggio 2018 su un percorso di 445,8 km, con partenza da Saint-Vulbas e arrivo a Col de la Faucille, in Francia. La vittoria fu appannaggio del francese Arthur Vichot, il quale completò il percorso in 11h16'10", alla media di 39,552 km/h, precedendo il connazionale Nicolas Edet e l'estone Rein Taaramäe.
Sul traguardo del Col de la Faucille 79 ciclisti, su 91 partiti da Saint-Vulbas, portarono a termine la competizione.

## Tappe
| Tappa  | Data      | Percorso                              | km    | Vincitore di tappa | Leader cl. generale |
| ------ | --------- | ------------------------------------- | ----- | ------------------ | ------------------- |
| 1ª     | 18 maggio | Saint-Vulbas > Montrevel-en-Bresse    | 159,1 | Hugo Hofstetter    | Hugo Hofstetter     |
| 2ª     | 19 maggio | Saint-Trivier-de-Courtes > Arbent     | 153,4 | Javier Moreno      | Javier Moreno       |
| 3ª     | 20 maggio | Lélex Monts-Jura > Col de la Faucille | 133,3 | Arthur Vichot      | Arthur Vichot       |
| Totale | Totale    | Totale                                | 445,8 |                    |                     |

## Squadre e corridori partecipanti
| N.    | Cod. | Squadra                    |
| ----- | ---- | -------------------------- |
| 1-6   | GFC  | Groupama-FDJ               |
| 11-16 | AST  | Astana Pro Team            |
| 21-26 | COF  | Cofidis, Solutions Crédits |
| 31-35 | ALM  | AG2R La Mondiale           |
| 41-46 | PLK  | Polartec Kometa            |
| 51-56 | TDE  | Direct Énergie             |
| 61-66 | DSU  | Development Team Sunweb    |
| 71-76 | FST  | Team Fortuneo-Samsic       |

| N.      | Cod. | Squadra                      |
| ------- | ---- | ---------------------------- |
| 81-86   | WGG  | Wanty-Groupe Gobert          |
| 91-96   | MZN  | Manzana Postobón Team        |
| 101-106 | VCC  | Vital Concept Cycling Club   |
| 111-116 | AUB  | St Michel-Auber 93           |
| 121-126 | DMP  | Delko Marseille Provence KTM |
| 131-136 | RLM  | Roubaix Lille Métropole      |
| 141-146 | DEU  | Germania                     |
| 151-156 | CHE  | Svizzera                     |

## Dettagli delle tappe

### 1ª tappa
- 18 maggio: Saint-Vulbas > Montrevel-en-Bresse – 159,1 km

Risultati
| Pos. | Corridore        | Squadra       | Tempo    |
| ---- | ---------------- | ------------- | -------- |
| 1    | Hugo Hofstetter  | Cofidis       | 3h52'38" |
| 2    | Lorrenzo Manzin  | Vital Concept | s.t.     |
| 3    | Lilian Calmejane | Direct        | s.t.     |

| Pos. | Corridore        | Squadra       | Tempo    |
| ---- | ---------------- | ------------- | -------- |
| 1    | Hugo Hofstetter  | Cofidis       | 3h52'28" |
| 2    | Lorrenzo Manzin  | Vital Concept | a 4"     |
| 3    | Lilian Calmejane | Direct        | a 6"     |

### 2ª tappa
- 19 maggio: Saint-Trivier-de-Courtes > Arbent – 153,4 km

Risultati
| Pos. | Corridore     | Squadra     | Tempo    |
| ---- | ------------- | ----------- | -------- |
| 1    | Javier Moreno | Delko Mar.  | 3h57'54" |
| 2    | Arthur Vichot | Groupama    | s.t.     |
| 3    | Marc Hirschi  | Dev. Sunweb | a 3"     |

| Pos. | Corridore     | Squadra     | Tempo    |
| ---- | ------------- | ----------- | -------- |
| 1    | Javier Moreno | Delko Mar.  | 7h50'22" |
| 2    | Arthur Vichot | Groupama    | a 4"     |
| 3    | Marc Hirschi  | Dev. Sunweb | a 9"     |

### 3ª tappa
- 20 maggio: Lélex Monts-Jura > Col de la Faucille – 133,3 km

Risultati
| Pos. | Corridore     | Squadra  | Tempo    |
| ---- | ------------- | -------- | -------- |
| 1    | Arthur Vichot | Groupama | 3h25'54" |
| 2    | Nans Peters   | AG2R     | s.t.     |
| 3    | Nicolas Edet  | Cofidis  | a 3"     |

| Pos. | Corridore     | Squadra  | Tempo     |
| ---- | ------------- | -------- | --------- |
| 1    | Arthur Vichot | Groupama | 11h16'10" |
| 2    | Nicolas Edet  | Cofidis  | a 18"     |
| 3    | Rein Taaramäe | Direct   | a 46"     |

## Evoluzione delle classifiche
| Tappa              | Vincitore          | Classifica generale Maglia gialla | Classifica a punti Maglia verde | Classifica scalatori Maglia rossa | Classifica giovani Maglia bianca | Classifica a squadre  |
| ------------------ | ------------------ | --------------------------------- | ------------------------------- | --------------------------------- | -------------------------------- | --------------------- |
| 1ª                 | Hugo Hofstetter    | Hugo Hofstetter                   | Hugo Hofstetter                 | Juan Pablo Villegas               | Jhojan García                    | Wanty-Groupe Gobert   |
| 2ª                 | Javier Moreno      | Javier Moreno                     | Javier Moreno                   | Camille Thominet                  | Marc Hirschi                     | Manzana Postobón Team |
| 3ª                 | Arthur Vichot      | Arthur Vichot                     | Arthur Vichot                   | Camille Thominet                  | Marc Hirschi                     | Manzana Postobón Team |
| Classifiche finali | Classifiche finali | Arthur Vichot                     | Arthur Vichot                   | Camille Thominet                  | Marc Hirschi                     | Manzana Postobón Team |

## Classifiche finali

### Classifica generale - Maglia gialla
| Pos. | Corridore        | Squadra     | Tempo     |
| ---- | ---------------- | ----------- | --------- |
| 1    | Arthur Vichot    | Groupama    | 11h16'10" |
| 2    | Nicolas Edet     | Cofidis     | a 18"     |
| 3    | Rein Taaramäe    | Direct      | a 46"     |
| 4    | Marc Hirschi     | Dev. Sunweb | a 56"     |
| 5    | Nans Peters      | AG2R        | a 1'05"   |
| 6    | Javier Moreno    | Delko Mar.  | a 1'17"   |
| 7    | Matteo Badilatti | Svizzera    | a 1'32"   |
| 8    | Ricardo Vilela   | Manzana     | a 1'41"   |
| 9    | Lilian Calmejane | Direct      | a 2'26"   |
| 10   | Anthony Perez    | Cofidis     | a 2'28"   |

### Classifica a punti - Maglia verde
| Pos. | Corridore       | Squadra    | Punti |
| ---- | --------------- | ---------- | ----- |
| 1    | Arthur Vichot   | Groupama   | 45    |
| 2    | Nicolas Edet    | Cofidis    | 28    |
| 3    | Nans Peters     | AG2R       | 28    |
| 4    | Javier Moreno   | Delko Mar. | 26    |
| 5    | Hugo Hofstetter | Cofidis    | 25    |

### Classifica scalatori - Maglia rossa
| Pos. | Corridore            | Squadra  | Punti |
| ---- | -------------------- | -------- | ----- |
| 1    | Camille Thominet     | Auber 93 | 40    |
| 2    | Thomas Joly          | Roubaix  | 35    |
| 3    | Daniel Teklehaimanot | Cofidis  | 28    |
| 4    | Arthur Vichot        | Groupama | 24    |
| 5    | Nicolas Edet         | Cofidis  | 24    |

### Classifica giovani - Maglia bianca
| Pos. | Corridore      | Squadra     | Tempo     |
| ---- | -------------- | ----------- | --------- |
| 1    | Marc Hirschi   | Dev. Sunweb | 11h17'06" |
| 2    | Michel Ries    | Polartec    | a 1'34"   |
| 3    | David Gaudu    | Groupama    | a 2'43"   |
| 4    | Jhojan García  | Manzana     | a 2'56"   |
| 5    | Gordian Banzer | Svizzera    | a 9'25"   |

### Classifica a squadre
| Pos. | Squadra                      | Tempo     |
| ---- | ---------------------------- | --------- |
| 1    | Manzana Postobón Team        | 33h57'57" |
| 2    | Cofidis, Solutions Crédits   | a 2'33"   |
| 3    | AG2R La Mondiale             | a 3'53"   |
| 4    | Groupama-FDJ                 | a 5'20"   |
| 5    | Delko Marseille Provence KTM | a 8'08"   |